# Maharanga
- Commons
- Wikispecies

 Maharanga é um gênero de plantas pertencente à família Boraginaceae.